# Patrick Grainville
Patrick Grainville (Villers-sur-Mer, 1º giugno 1947) è uno scrittore francese, membro dell'Académie française (seggio 9) dall'8 marzo 2018.

## Biografia
Originario della Normandia, all'età di 29 anni, nel 1976, ha vinto il premio Goncourt, per il suo quarto romanzo  Les Flamboyants, che narra l'epopea di un immaginario re africano, di nome Tokor.
Collabora come critico letterario per Le Figaro ed è membro della giuria del Prix Médicis.
Per l'insieme della sua opera ha ricevuto nel 2012 il Grand Prix de littérature Paul Morand conferito dall'Académie Française. Eletto membro dell'Accademia di Francia, al seggio lasciato vacante da Alain Decaux, è stato accolto da Dominique Bona il 21 febbraio 2019.

## Premi e riconoscimenti
- 1976: Prix Goncourt per  Les Flamboyants[4]
- 1990: Prix Guillaume-le-Conquérant per L'Orgie, la Neige[5]
- 2008: Grand prix SGDL de littérature per Lumière du rat[6]
- 2012: Grand Prix de littérature Paul Morand per l'insieme della sua opera[7]
- 2014: Grand prix Palatine per Bison[8]
- 2015: Prix littéraire des lycéens per "Bison"[9]

## Opere

### Romanzi
- La Toison, 1972
- La Lisière, Gallimard, 1973
- L'Abîme,
- Les Flamboyants, Éditions du Seuil, 1976
- La Diane rousse,
- Le Dernier Viking,
- L'Ombre de la bête, Balland, 1981
- Les Forteresses noires, Editions du Seuil, 1982
- La Caverne céleste, Seuil, 1984
- Le Paradis des orages, Editions du Seuil, 1986
  - Il paradiso degli uragani: romanzo, traduzione di Doretta Chioatto, Longanesi, Milano 1988; Guanda, Parma 1993
- L'Atelier du peintre, Editions du seuil, 1988
- L'Orgie, la Neige, Editions du seuil, copyr. 1990
- Colère, 1992
- Les Anges et les Faucons, 1994
- Le Lien, 1996
- Le Tyran éternel, 1998
- Le Jour de la fin du monde, une femme me cache, 2000
- L'Atlantique et les Amants, 2002
- La Joie d'Aurélie, 2004
- La Main blessée, Seuil, 2006
- Lumière du rat, Editions du Seuil, c2008
- Le Baiser de la pieuvre, Éditions du Seuil, c2010
- Le Corps immense du président Mao, Éditions du Seuil, 2011
- Bison, 2014
- Le Démon de la vie, 2016
- Falaise des fous, Éditions du Seuil, 2018

### Novelle e storie
- Images du désir, edizioni Playboy - Filipacchi, 1978.
- Marguerite Duras, collezione Duetto, Nouvelles Lectures, 2015.

### Libri d'arte
- Au long des haies de Normandie, in collaborazione con Micheline Pelletier-Lattès, 1980.
- Bernard Louedin, Parigi, Bibliothèque des arts, 1980
- Vallotton, in collaborazione con Günter Busch, Bernard Dorival e Doris Jakubec, 1985.
- Les Flacons de la séduction: L'art du parfum au XVIIIe siècle, in collaborazione con Ghislaine Pillivuyt, Doris Jakubec e Pauline Mercier, 1985.
- Lydie Arickx, in collaborazione con Henri Bismuth, Pierre Osenat, Nathalie Barberger, Marc Le Bot e Marie-Odile Van Caeneghem, 1989.
- Yves Mery, in collaborazione con Gérard Xuriguera, 1992.
- Georges Mathieu, in collaborazione con Françoise Poiret, 1992.
- Egon Schiele, 1992, riedito nel 1996 con il titolo  L'Ardent Désir.
- Richard Texier, 1995
- Hourra l'œuvre inouïe!, in collaborazione con Guy Roussille, 1998.
- Tony Soulié: un été immobile, 1999.
- Le Menu idéal de Pierre Troisgros, in collaborazione con Jean-Pierre Pincemin, 2000.
- Hervé Di Rosa: tout un monde, 1992-2002, 2002.
- Les Princes de l'Atlantique, in collaborazione con François Rousseau, 2005.
- Croix paysages, in collaborazione con Jean Hervoche, 2005.
- Tony Soulié 2000/2005: l'anagramme du monde, 2006
- Petites Parousies et grandes épiphanies de la chair, in collaborazione con Erró, 2007.
- Jean-Pierre Pincemin, 2008
- Tony Soulié : Paris Ronde de Nuit, 2008
- Wang Yan Cheng, peintures récentes, 2011
- Tony Soulié 2009 2010 2011: la cavale des totems, 2012.
- Paintings by Wang Yan Cheng, 2014

### Libri per la gioventù
- Le plus beau des pièges, illustrazioni di Arno in Je bouquine,  1986[10]
- L'Arbre-piège (riedizione non illustrata di Plus beau des pièges, copertina di Enki Bilal), Petit Point n° 57, éditions du Seuil, 1993.
- Le Secret de la pierre noire, illustrazioni di Dupuy-Berberian, Nathan 1995.
- Les Singes voleurs, in Les Singes voleurs - 6 histoires d'archéologie (collettivo), éditions Fleurus, 2000.
- Le Rire du géant in Un os dans le rosbif - 6 histoires de pirates (collettivo), éditions Fleurus, 2000.

### Radiodrammi
- L'Assaut, realizzazione di Henri Soubeyran per France Culture, 1975.
- Toi, Osiris[11], realizzato da Anne Lemaître per France Culture, con Isabelle Carré, 2002.

### Cinema
- Un dolce viaggio, regia di Michel Deville, 1980[senza fonte]